# Christophe Olol
Christophe Olol (Les Abymes, 30 agosto 1980) è un ex calciatore francese, di ruolo portiere.

## Carriera

### Club
Comincia a giocare nelle giovanili del Paris Saint-Germain. Nel 2002 si trasferisce al Drouais. Nel 2010 passa al Sainte-Rose. Nel 2012 viene acquistato dalla Juventus SA, in cui milita fino al 2015.

### Nazionale
Debutta in nazionale il 5 novembre 2011, in Antigua e Barbuda-Guadalupa (0-0). Ha partecipato, con la nazionale, alla Gold Cup 2011. Ha collezionato in totale, con la maglia della nazionale, 4 presenze ed ha subito 5 reti.

## Palmarès

### Club

#### Competizioni internazionali
- Coppa Intertoto UEFA: 1

Paris Saint-Germain: 2001